# Дезормо, Жозеф Луи Рипо
Жозеф Луи Рипо Дезормо (фр. Joseph Louis Ripault-Desormeaux; 3 ноября 1724, Орлеан — 21 марта 1793, Париж) — французский историк, генеалог, историограф и библиотекарь

.

## Биография
Биографических сведений о его жизни не очень много. Известно, что он был членом ордена иезуитов, при котором получил образование и в семинарию которого в Париже впоследствии был направлен наставником. Эта работа оставляла ему много времени для занятий генеалогией и историей, к чему он с юных лет имел большую склонность. Затем Дезормо получил должность личного библиотекаря принца Конде и обеспечил себе карьеру при дворе, написав в 1766—1768 годах для принца «Histoire de Louis de Bourbon». За этот труд он удостоился звания прево-генерала французской и иностранной пехоты, затем должности придворного историографа Бурбонов, а в 1771 году — члена Академии надписей и изящной словесности.

## Труды
Его перу принадлежат некоторые известные в своё время исторические работы, в том числе:
- «Abrégé chronologique de l’Historie d’Espagne et d’Portugal» (1758, 5 томов, формат in-12);
- «Histoire de la Maison de Montmorency» (1764, 5 томов, in-12), посвящённая герцогу Монморанси-Люксембургскому, его ровеснику, маршалу и первому барону Франции, первый том которой содержит важные и подробные сведения о генеалогии дома Монморанси (второе издание данного труда вышло в свет в 1768 году);
- «Histoire de la maison de Bourbon» (Париж, 1772, 1778, 5 томов, формат in-4): данная работа была особенно знаменита своими иллюстрациями, включая в том числе гравюры авторства Винсена, Фрагонара, Морана и других художников.
- Ему также приписывается редактирование 9 и 10 томов работы «Histoire des Conjurations» авторства Дюпора де Тертре.